# Galaxy Racer
Galaxy Racer, afgekort als GXR, is een e-sport-organisatie die in 2019 opgericht werd door Paul Roy en gevestigd is in Dubai.
GXR managet e-sport-teams uit meer dan 20 landen en organiseert tornooien.
In 2019 richtte GXR samen met zijn partners het eerste vrouwelijke esports-team in het Midden-Oosten op.
Sinds 2022 beheert GXR de mediarechten van het Spaanse LaLiga in het Midden-Oosten, Noord-Afrika en India.